# Abbaye Saint-Vincent de Laon
Pour les articles homonymes, voir Abbaye Saint-Vincent.
L'abbaye Saint-Vincent de Laon est une abbaye colombanienne de moines, située à Laon dans le département français de l'Aisne en région Hauts-de-France
Fondée vers l'an 580, elle a adopté la règle bénédictine en 948.
Le logis abbatial en 1926, les vestiges de l'enceinte, de l'église, des celliers et des caves en 1927 et enfin le grand étang, la poudrière et les sols en 1999 ont été les différentes étapes de l'inscription de l'abbaye au titre des monuments historiques.

## Moyen Âge
L'évêque Adalbéron de Laon est inhumé dans l'abbaye en 1030 ou 1031.
En 1769, le chanoine Villette relate la découverte d'une peinture dans le sanctuaire à gauche de l'autel. C'est une représentation des chevaliers d'Eppes dont trois tombes sont proches : Jehan décédé en 1273, Jehan le cadet décédé en 1293, le troisième n'ayant pas d'épitaphe.

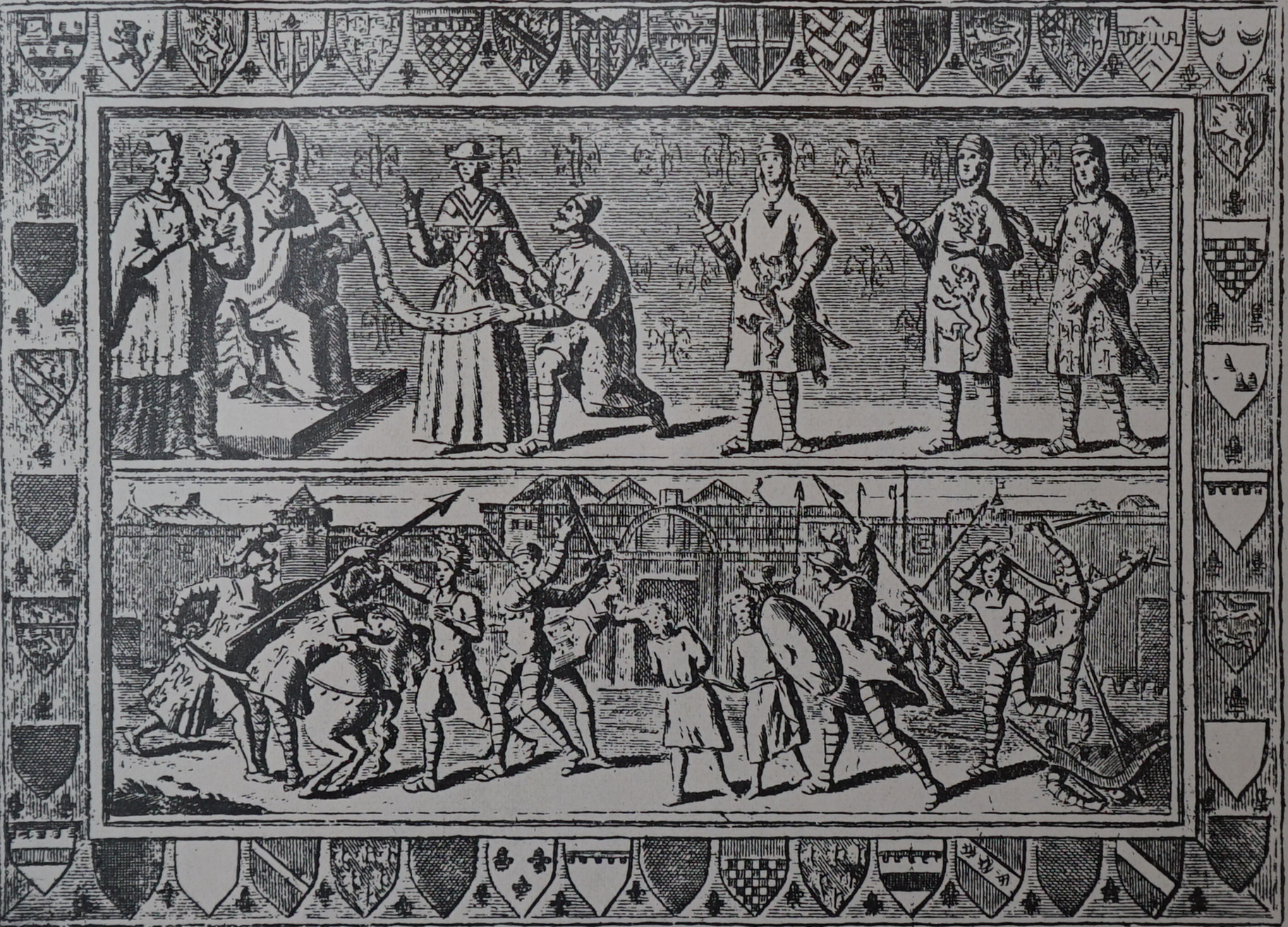
Les chevaliers d'Eppes.

### Les Vikings
Au mois de novembre 882, après que les moines furent décimés par l'envahisseur viking, l'abbaye est saccagée, pillée, brûlée, ruinée et désolée.

### Guerre de Cent Ans
En 1359, les Anglais d'Édouard III d'Angleterre dévastent une partie de la ville mal fortifiée appelée la Villette. Ils mettent le feu à l'abbaye dont la riche bibliothèque part en fumée.

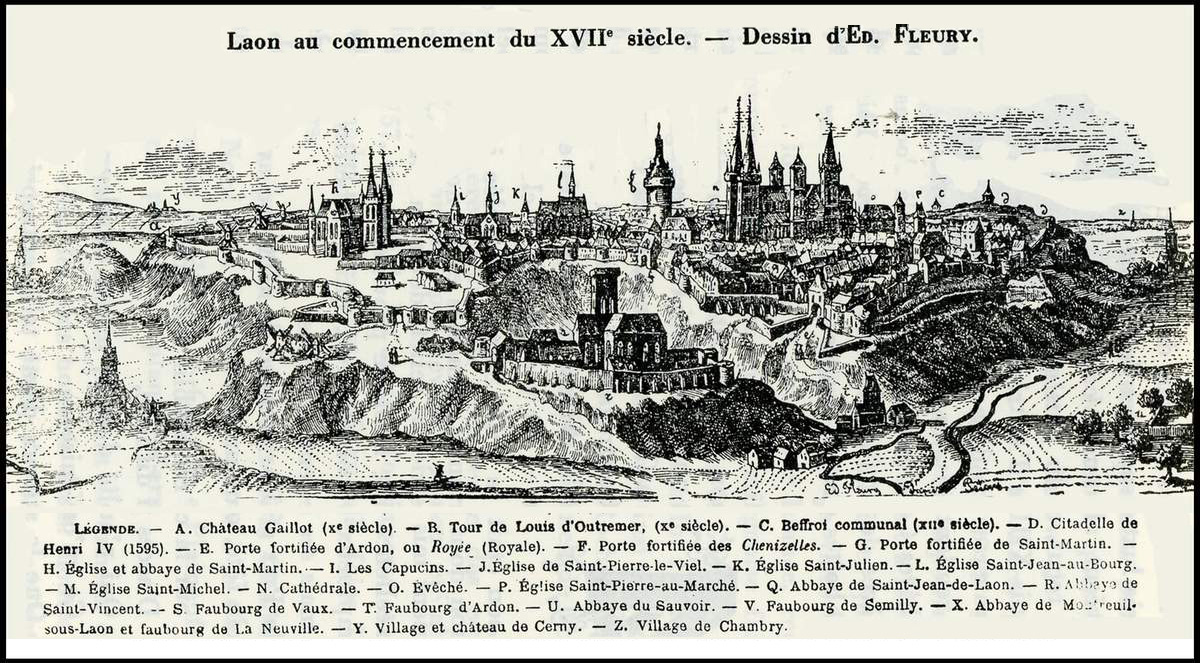
L'abbaye au premier plan, dessin de Fleury du XVIIe siècle.

### La commende de l'évêque-comte de Laon
Geoffroy de Billy (1601-1612) devient abbé commendataire et également celui de l'abbaye Saint-Jean d'Amiens.
La restauration de l'abbaye commence avec l'introduction de la réforme de Saint-Maur au XVIIe siècle.

### Maison jésuite
En 1860 l'abbaye est acquise par les jésuites qui en font une maison de Troisième an. La direction est confiée au père Sébastien Fouillot (1798-1877), qui y terminera sa longue carrière d'instructeur en 1869. Le père Edouard Dorr lui succède.

## Période contemporaine
L'emprise a été occupée par un arsenal dépendant de la caserne Thérémin-d'Hame et sa disparition accomplie dans le cadre de la professionnalisation de l'armée  à la fin des années 1990.

## Protection
Le logis abbatial a été inscrit au titre des monuments historiques par arrêté du 13 juillet 1926. Les autres parties de l'édifice comprenant : l'enceinte fortifiée, les vestiges de l'ancienne église, les celliers et les caves ont été inscrites par arrêté du 2 mai 1927. Le grand étang des moines, la poudrière et les sols archéologiques ont été inscrits par arrêté du 28 décembre 1999.

## Images

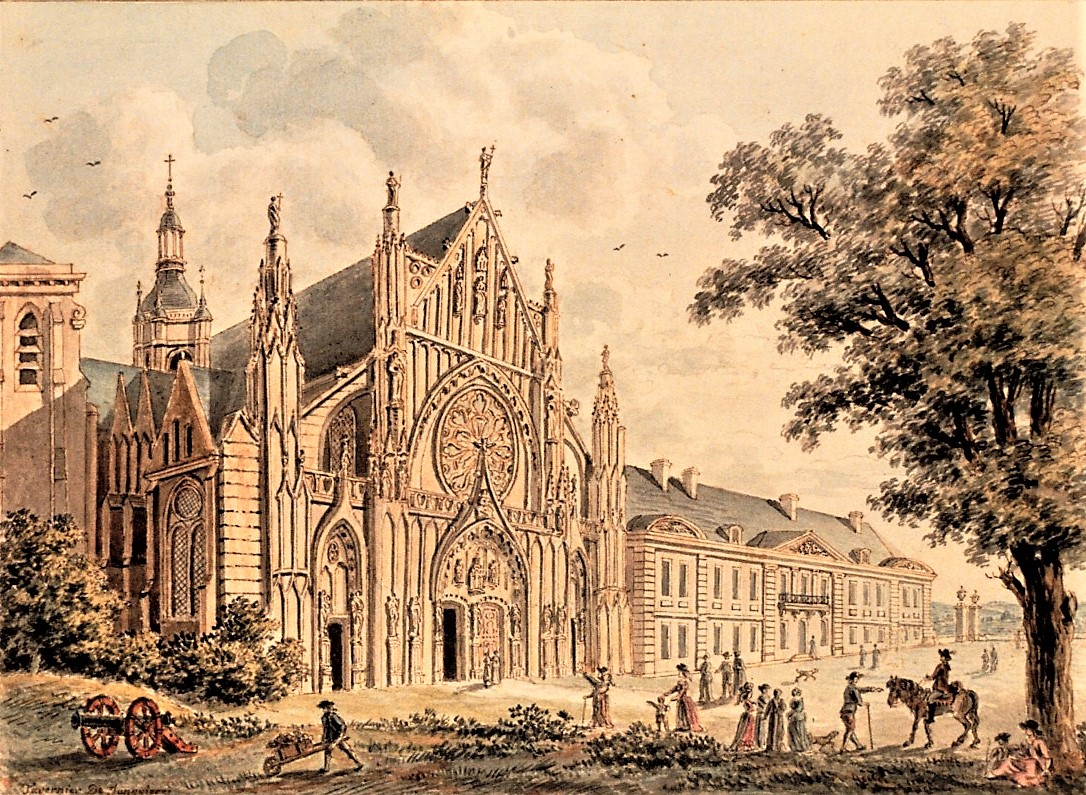
Vue du portail de l'abbatiale Saint-Vincent à la fin du XVIIIe siècle par Tavernier de Jonquières.
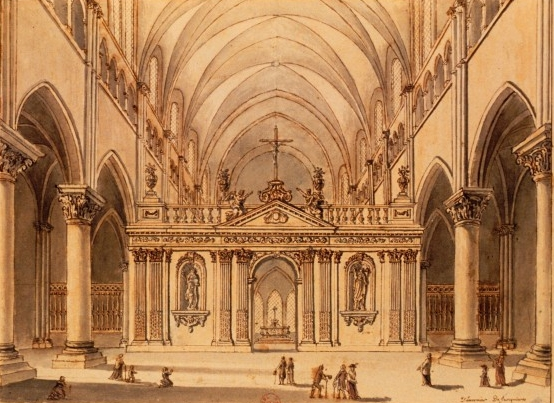
Nef de l'abbatiale par Tavernier de Jonquières.
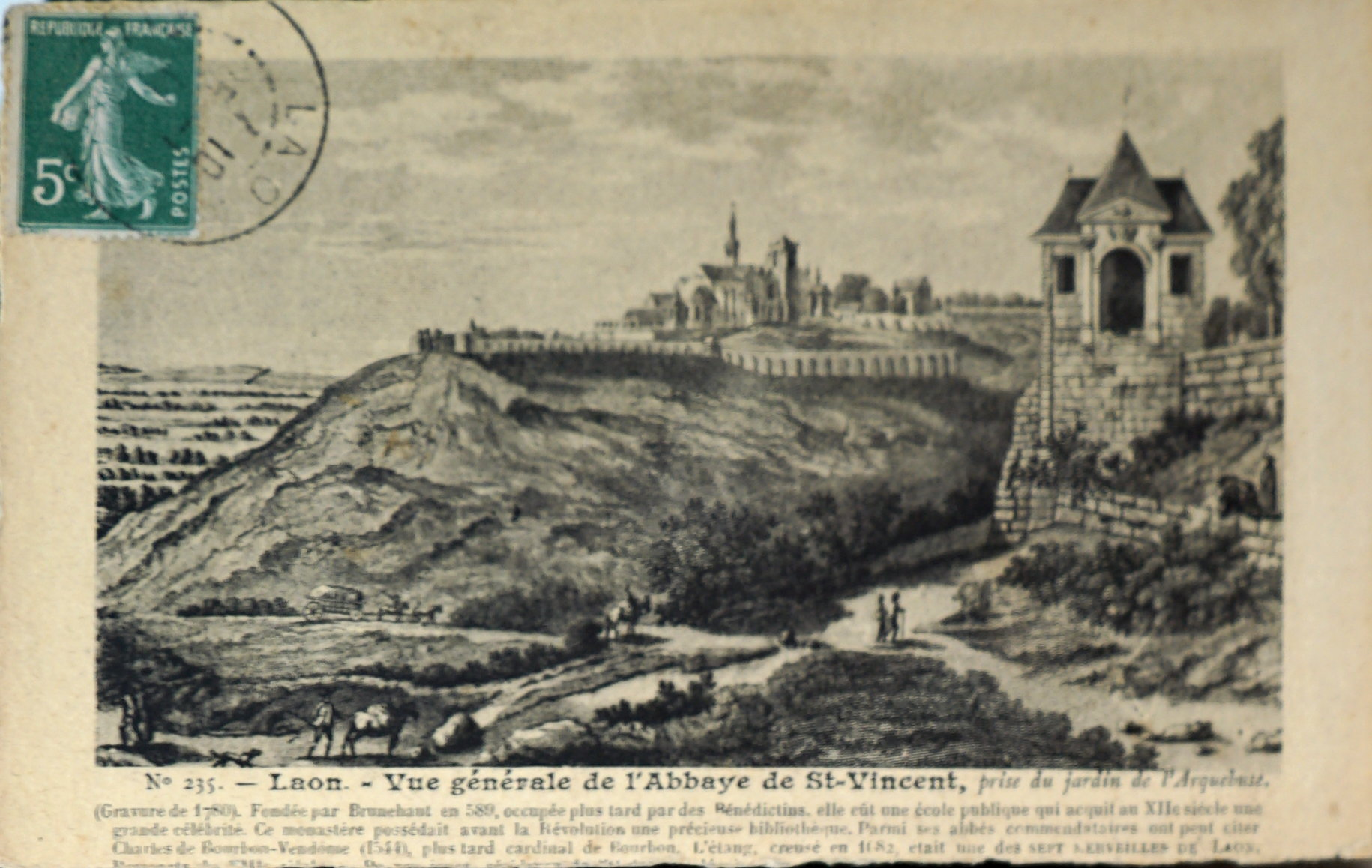
Perspective de la cuve Saint-Vincent.
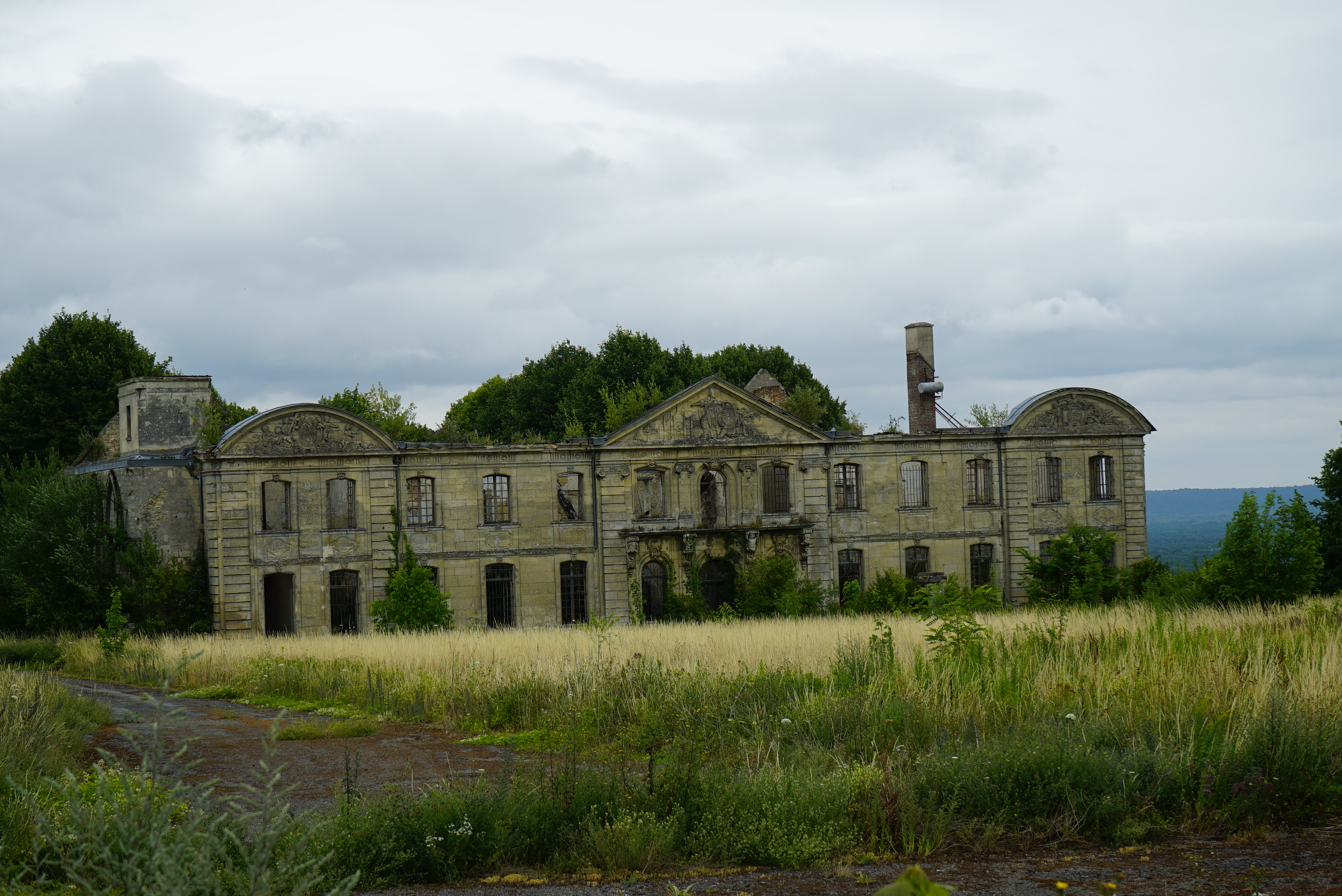
Aspect du logis en 2020.
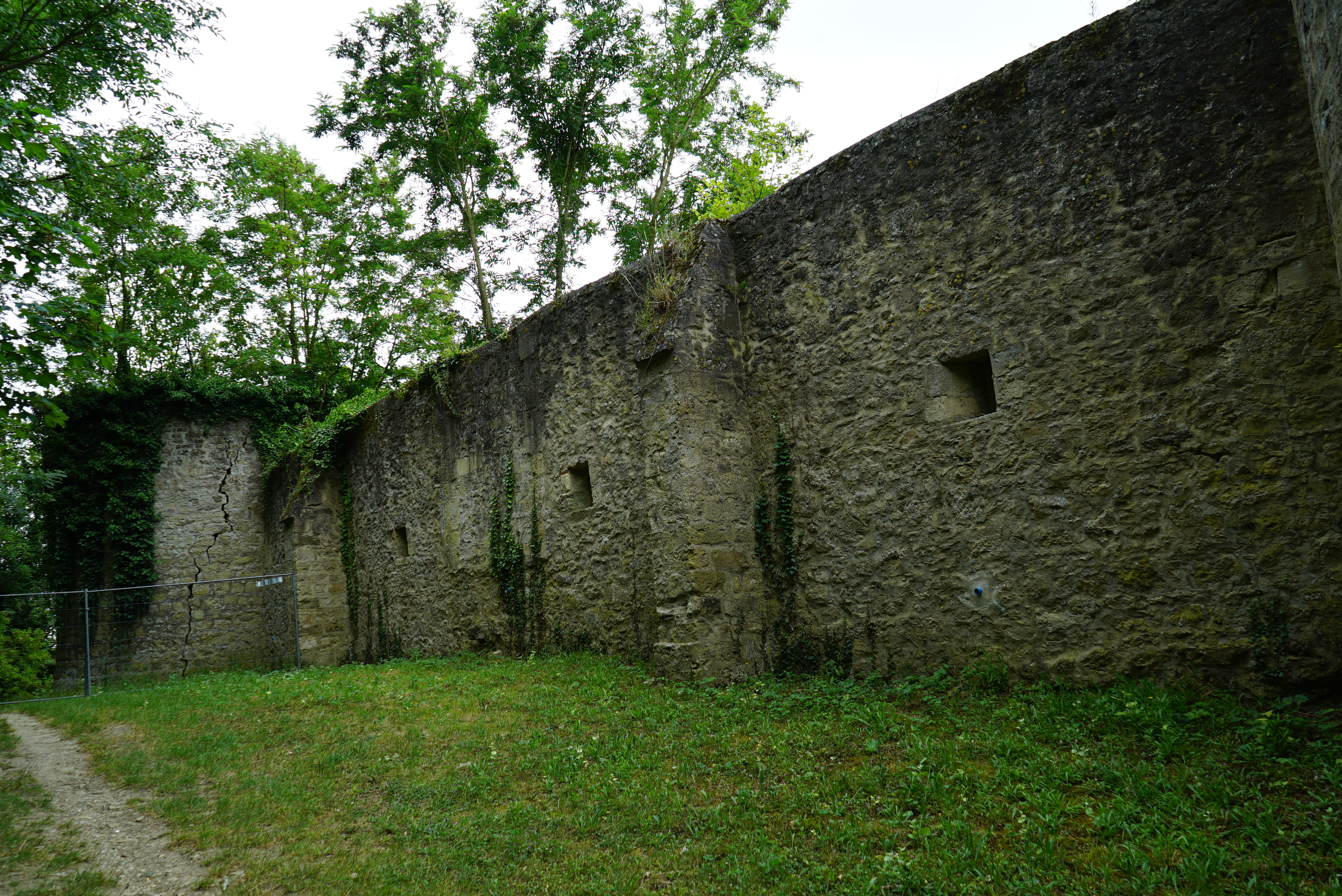
Mur de clôture.

## L'avenir de ruines
Un incendie très important frappe l'abbaye le 14 juin 2008. Cet incendie a détruit toiture et planchers.
Incendie de Saint-Vincent / Deux mineurs placés en foyer :
« Les débats qui se sont achevés tard dans la nuit de dimanche à lundi à l'intérieur du palais de justice, ont débouché sur le placement en foyer de deux des trois jeunes mineurs qui avait reconnu avoir incendié volontairement l'abbaye Saint-Vincent à Laon il y a maintenant 10 jours.
La substitute a donc été suivie dans le sens qu'elle souhaitait donner à cette affaire. Les trois jeunes sont sous contrôle judiciaire, deux, ceux de 16 et 15 ans ayant été placés dès hier, dans un foyer axonais pour le premier, amiénois pour le second. Quant au plus jeune, simplement âgé de 14 ans, il a été placé en liberté surveillée. Tous les trois ont dans le cadre de leur contrôle judiciaire, l'obligation de ne plus se rencontrer, de ne pas retourner sur les lieux de leur acte, et bien sûr, d'accepter tous les soins ».
St. M. (article du journal l'Union du 24/06/2008)
Le 17 décembre 2019, à la suite de délibérations, la ville de Laon se porte acquéreur de l'abbaye Saint-Vincent pour la somme de 260 000 € HT. Un projet immobilier en vue de créer un hôtel haut de gamme est envisagé (Article de France 3 HdF : La mairie de Laon rachète l'abbaye Saint-Vincent et projette d'y installer un hôtel haut de gamme)